# Patrick Sensburg
Patrick Sensburg (Paderborn, 25 de juny 1971) és un polític alemany de la CDU i professor de la Universitat de Ciències Aplicades per a l'Administració Pública Rin del Nord-Westfàlia a Münster. A més, és president de l'Associació de Reservistes de la Bundeswehr alemanya des del novembre del 2019. Es va incorporar a la CDU el 1989 després d'haver estat membre de la Unió Junge des de 1986. El 2009, 2013 i 2017 va guanyar el mandat directe al districte de Hochsauerland i és membre del Bundestag alemany.

## Biografia
Patrick Sensburg va assistir a l'escola primària de Brilon-Gudenhagen i després a l'escola de secundària Petrinum Brilon. Després de graduar-se a l'escola secundària el 1991, va fer el servei militar i va completar la formació com a oficial de reserva. Sensburg és un tinent coronel a la reserva des del 2014. Després va estudiar dret i ciències polítiques a les universitats de Trier, Luxemburg i Speyer. El 1997 va aprovar el primer examen de dret estatal i el màster en ciències polítiques. El 1999 va aprovar el segon examen estatal de dret. Va ser un membre de la fundació Nikolaus Koch. El 2003 va rebre el doctorat a la FernUniversität de Hagen.

### Carrera política

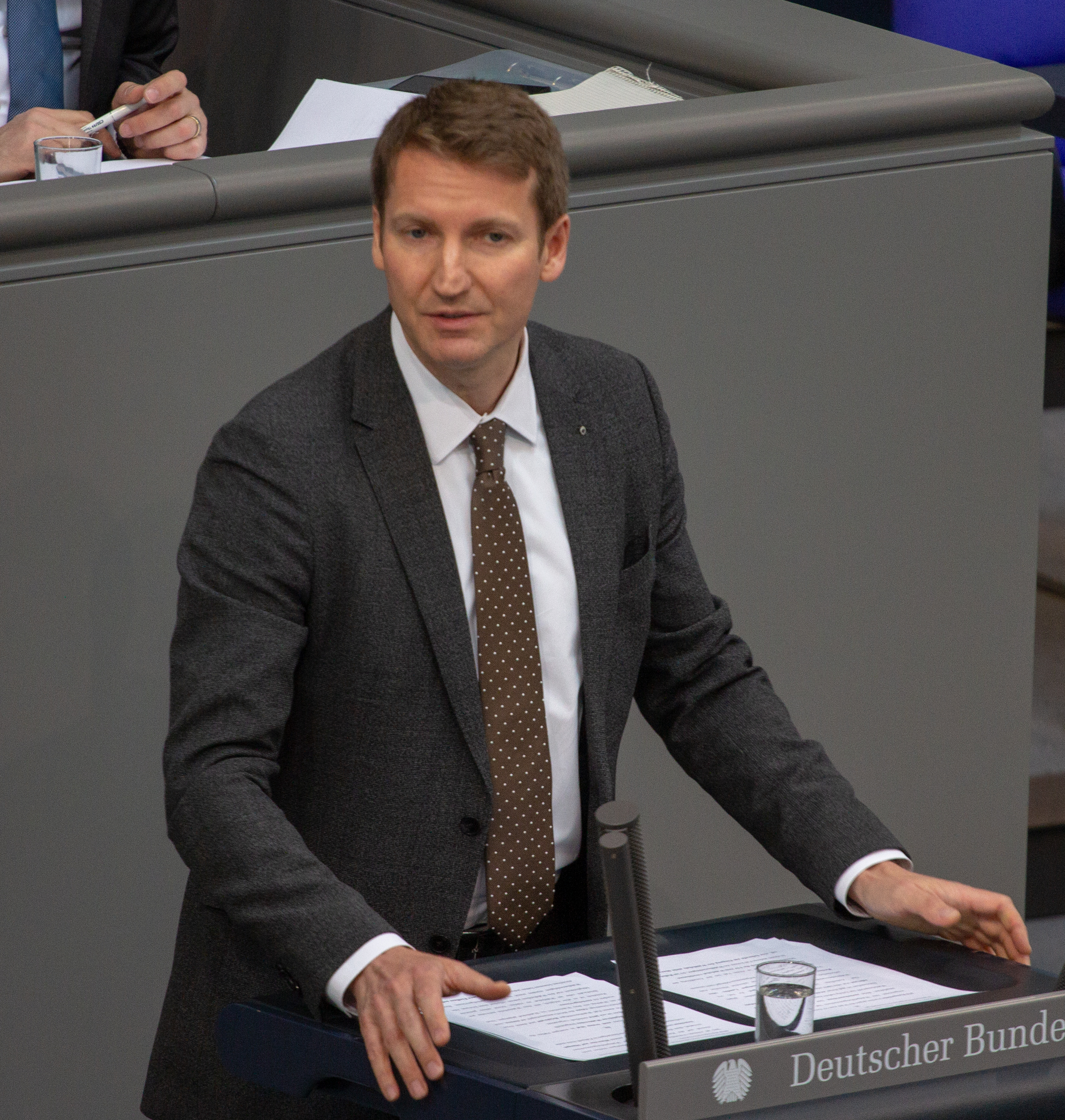
Patrick Sensburg a la sessió plenària del Bundestag alemany (2019)

El juny de 2008, l'associació de la ciutat de la CDU, Brilon, va proposar a Patrick Sensburg que triomfés a Friedrich Merz per al Bundestag alemany. A l'assemblea de districte del dia 17 El gener del 2009 a Meschede, Patrick Sensburg va ser escollit pels delegats de la CDU Hochsauerlandkreis com a candidat a la circumscripció del Bundestag Hochsauerlandkreis, que va guanyar a les eleccions del Bundestag del 2009. Patrick Sensburg era al número 17 i 18a Període d'elecció del Bundestag alemany Membre del Comitè d'Afers Jurídics, President del Subcomitè de Dret Europeu i Diputat membre del Comitè d'Interior. Va ser membre de les assemblees federals els anys 2010, 2012 i 2017. A les eleccions federals de 2013, Sensburg va tornar a guanyar el mandat directe al districte de Hochsauerland. Al 19 El legislador és Patrick Sensburg, president del Comitè de verificació, immunitat i normes de procediment. És membre de ple dret de la Comissió d'Afers Jurídics i Protecció del Consumidor, del Grup de control parlamentari (PKGr) i membre del Consell dels Ancians del Bundestag alemany. També és membre adjunt del comitè d'interior.

## Publicacions
- Das Bürgeramt als Teil der Kommunalen Verwaltungsreform Aachen 1998, ISBN 3-8265-5663-1.
- Die großen Juristen des Sauerlandes. 22 Biographien herausragender Rechtsgelehrter. 1. Auflage. F.W. Becker, Arnsberg 2002, ISBN 978-3-930264-45-2 (276 S., Biographien zu Johannes Althusius, Johann Stephan Pütter, Franz Wilhelm von Spiegel, Kaspar Josef von Biegeleben, Johann Suibert Seibertz, Johann Friedrich Joseph Sommer, Justin von Linde, Carl Ludwig Arndts von Arnesberg, Johann Matthias Gierse, Heinrich Eduard von Pape, Johann Friedrich von Schulte, Hermann Gerlach, Erwin Grueber, Carl Schmitt, Ferdinand von Lüninck, Hermann Grashof, Rudolph Ulrich, August Overweg, Karl Lehr, Fritz Thomée, Gustav Ebbinghaus, Rudolf zur Bonsen).